# 라라랜드 (KBS)
《이본의 라라랜드》는 KBS 해피FM(전국, 수도권 기준 FM 106.1MHz, AM 603kHz)에서 본방송(또는 생방송)은 매일 오후 4시부터 저녁 6시까지, 재방송은 매일 밤 12시부터 새벽 2시까지 전국에 송출되는 연예오락 전문 라디오 프로그램이다. 《해피타임 4시》 후속으로 신설되었다. KBS 2FM 볼륨을 높여요 초대 진행자였던 이본이 21년 만에 라디오 정식 DJ로 복귀하였으며, 볼륨을 높여요 당시와 달리 이본이 진행하는 첫 전국방송 송출 프로그램이다. 프로그램 제목은 DJ 이본이 직접 지었는데, 나른한 오후 4시를 마법 같은 시간으로 만들고 싶다는 의미를 담았다고 한다. 또한 이본은 시그널과 로고송 제작에 보컬로도 참여하였다. 단, 이 프로그램은 모두 전국방송이다.

## 방송 시간
| 방송 채널  | 방송 기간              | 방송 시간                                                          | 방송 분량 |
| ---------- | ---------------------- | ------------------------------------------------------------------ | --------- |
| KBS 해피FM | 2025년 6월 30일 ~ 현재 | 매일 오후 4시 ~ 저녁 6시 (본방송) 매일 밤 12시 ~ 새벽 2시 (재방송) | 2시간     |

## DJ
- 배우 이본 (여)

## 같이 보기
- 연예오락
- 완벽한 하루 이상순입니다 (MBC FM4U)
- 박승화의 가요속으로 (CBS 음악FM)